# Joseba Beloki
Joseba Beloki Dorronsoro (Lazkao, 12 agosto 1973) è un ex ciclista su strada spagnolo, professionista dal 1998 al 2006 e per tre volte sul podio finale al Tour de France.

## Carriera
È nato in Gipuzkoa, nella città di Lazkao. Corridore completo, abile scalatore e discreto cronoman, passa professionista nel 1998 con l'Euskaltel-Euskadi, senza però conseguire vittorie nei primi due anni da pro. Nel 2000 si trasferisce alla Festina e nel 2001 passa alla ONCE.
Vincitore della Vuelta a Asturias nel 2000 e della Volta Ciclista a Catalunya nel 2001, in quel biennio ottiene due importanti podi al Tour de France, arrivando terzo assoluto sia all'esordio, nel 2000, che l'anno dopo, nel 2001. Il suo anno migliore fu comunque il 2002, quando concluse secondo al Tour de France, alle spalle del solo Lance Armstrong, e terzo alla Vuelta a España.
Durante la nona tappa del Tour de France del 2003, mentre era impegnato nella discesa dal Côte de la Rochette, scivolò su una chiazza oleosa (trasudata dall'asfalto a causa dell'alta temperatura ambientale - ma si parlò anche di una scelta tecnica errata, visto che fu solo lui a scivolare in quel tratto) e cadde riportando la frattura del femore, contusioni all'anca destra e traumi diffusi. Dietro di lui scendeva Lance Armstrong, che per evitarlo deviò per un centinaio di metri in un campo incolto. In seguito all'evento il luogo dell'incidente venne ribattezzato Curva Beloki.
Per i postumi di tale infortunio Beloki non è riuscito più ad esprimersi ad alti livelli e non ha ottenuto altri successi.
Ha concluso la sua carriera nel 2006, all'età di trentatré anni, dopo essere stato coinvolto insieme alla sua squadra, la Liberty Seguros (già ONCE), nelle indagini dell'Operación Puerto.

## Palmarès
- 2000 (Festina, tre vittorie)

3ª tappa, 2ª semitappa Tour de Romandie (Orbe, cronometro)
5ª tappa Vuelta a Asturias
Classifica generale Vuelta a Asturias
- 2001 (ONCE-Eroski, tre vittorie)

4ª tappa Volta Ciclista a Catalunya (Barcellona > Barcellona)
8ª tappa Volta Ciclista a Catalunya (Sant Julià de Lòria > Alt de la Rabassa)
Classifica generale Volta Ciclista a Catalunya
- 2002 (ONCE-Eroski, due vittorie)

5ª tappa Euskal Bizikleta (Iurreta > Arrate)
Escalada a Montjuich
- 2003 (ONCE-Eroski, tre vittorie)

3ª tappa Clásica de Alcobendas
Classifica generale Clásica de Alcobendas
5ª tappa Euskal Bizikleta (Iurreta > Arrate)

### Altri successi
- 2000 (Festina)

Trofeo Corte Inglès
Criterium di Vitoria
Memorial Jacinto González de Heredia
- 2001 (ONCE-Eroski)

1ª tappa Volta Ciclista a Catalunya (Sabadell, cronosquadre)
- 2002 (ONCE-Eroski)

1ª tappa Vuelta a España (cronosquadre)

## Piazzamenti

### Grandi Giri
- Giro d'Italia

2005: ritirato
- Tour de France

2000: 3º
2001: 3º
2002: 2º
2003: ritirato
2005: 75º
- Vuelta a España

1999: ritirato
2001: ritirato
2002: 3º
2004: ritirato
2005: 39º

### Competizioni mondiali
- Campionato del mondo

Lisbona 2001 - In linea Elite: 45º
Zolder 2002 - In linea Elite: 112º